# كأس الجامعة التونسية للكرة الطائرة للرجال 2024–25
كأس الجامعة التونسية للكرة الطائرة للرجال 2024–25 هو الموسم رقم 5 من كأس الجامعة التونسية للكرة الطائرة للرجال.

## روابط خارجية
- الموقع الرسمي للجامعة التونسية للكرة الطائرة.